# Девица (верхний приток Дона)
Деви́ца — река в Нижнедевицком, Хохольском и Семилукском районах Воронежской области, верхний правый приток реки Дон. Длина около 89 км. Площадь бассейна 1520 км². Исток реки расположен близ села Кучугуры, устье недалеко от г. Семилуки. Высота устья — 85 м над уровнем моря. Протекает по овражистой местности. Крупнейшие притоки Россошка, Ольшанка, Тур, Хохол, Еманча и Гнилуша.
В нижнем течении реки на протяжении последних 100 лет производилась добыча огнеупорной глины и это полностью перестроило её долинный ландшафт. Под котлованами карьеров и отвалами исчезли многочисленные балки, рассекающие некогда долинные склоны реки. На старых картах сохранились такие названия, как Орлов лог, Ендов лог, Отхожий лог, Величкин лог, лога Ближняя и Дальняя Стрелица.

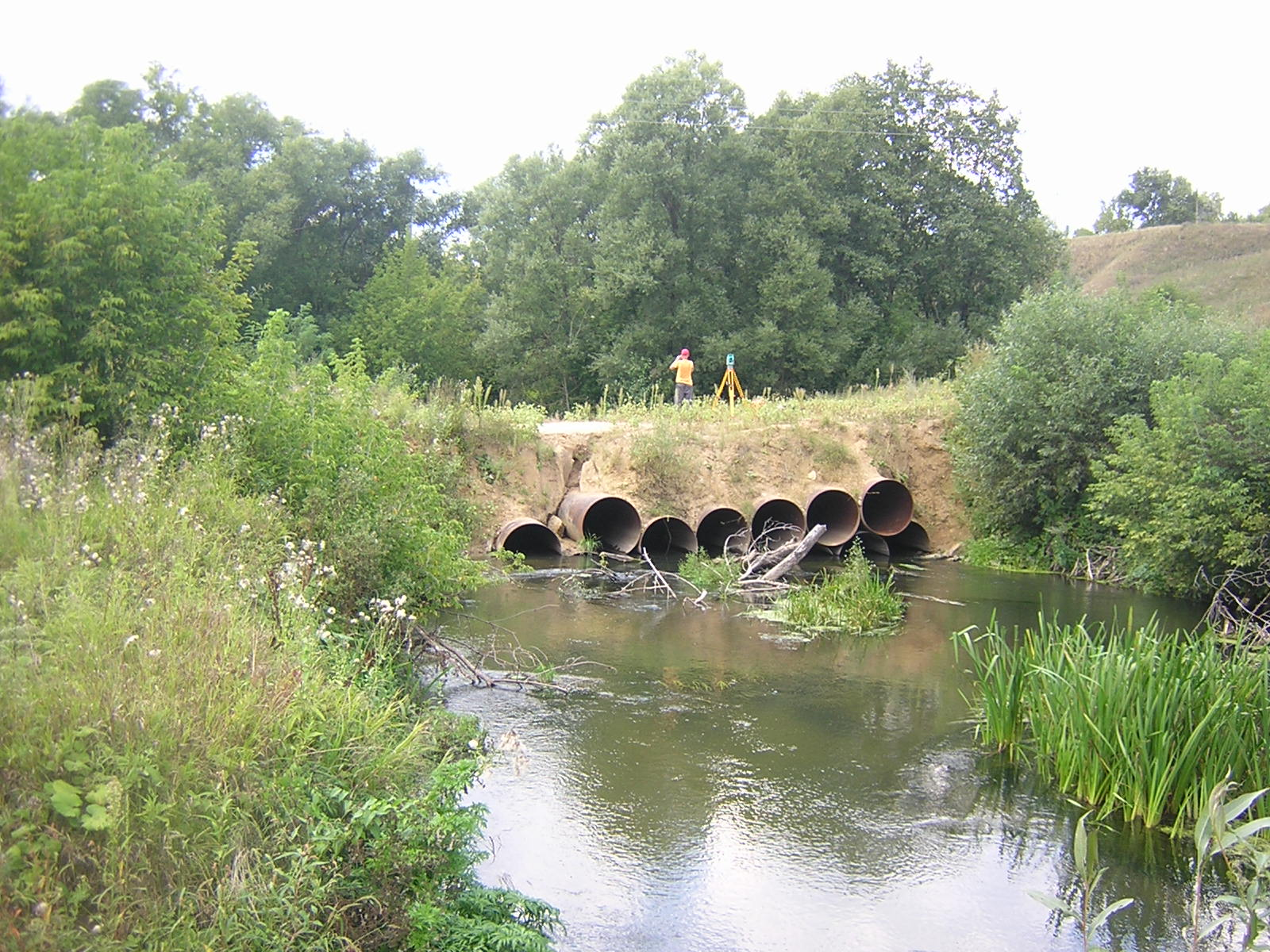
Плотина на р. Девица у села Нижнедевицк

В Воронежской области протекают две реки с именем Девица, обе впадают в Дон, и обе имеют притоком реки со схожими именами именем Россошка и Россошки. Кратчайшее расстояние между реками 24 км.

## Населённые пункты
Река протекает через населённые пункты: Кучугуры, Нижнедевицк, Глазово, Нижнее Турово, Хохол, Хохольский, Бахчеево, Стрелица, Девица, Орлов Лог и Семилуки.
По мосту через реку в селе Девица проходит автомобильная дорога федерального значения А144.
Река упоминается в Книге Большому чертежу как Девица Смердячая:

А ниже Ведоги 3 версты, пала в Дон речка Девица Смердячая, от Воронежа 7 верст, а вытекла от верху речки Убли; а Убля пала в реку в Оскол, против города Оскола; Оскол от Ливен 130 верст, а до Воронежа тоже.